# دانشگاه هنر توکیو
دانشگاه هنر توکیو (به ژاپنی: 東京藝術大学, Tōkyō Geijutsu Daigaku)، معتبرترین مدرسه هنری ژاپن است که در پارک اوئنو واقع شده‌است، همچنین دارای امکاناتی در توریده، ایباراکی، یوکوهاما، کیتاسنجو و آداچی-کو، توکیو است.